# Zalamillas
Zalamillas es una pedanía y localidad española perteneciente al municipio de Matanza de los Oteros, en la provincia de León, comunidad autónoma de Castilla y León. Está situado a 7 km de Matanza de los Oteros.
Las fiestas del pueblo son el segundo fin de semana de octubre y suelen coincidir con la festividad del Pilar.
Su economía está basada en la agricultura y la ganadería. En los años anteriores también había tierras dedicadas a la vid.

## Geografía
| Noroeste: Alcuetas          | Norte: Alcuetas | Noreste                        |
| Oeste: Valencia de Don Juan |                 | Este: Valdespino Cerón         |
| Suroeste: Villabraz         | Sur: Castilfalé | Sureste: Matanza de los Oteros |

## Demografía
Según el padrón municipal de habitantes de 2023 del INE, la localidad de Zalamillas contaba con 28 habitantes, de los cuales 17 eran varones y 11 eran mujeres.
Evolución de la población
| Gráfica de evolución demográfica de Zalamillas entre 2000 y 2023   |
|                                                                    |
| Población de derecho (2000-2023) según el padrón municipal del INE |

## Transporte y comunicaciones
Red viaria
Dentro de la red de carreteras, Zalamillas cuenta con las siguientes conexiones:
| Identificador | Denominación         | Itinerario                                                                 |
| ------------- | -------------------- | -------------------------------------------------------------------------- |
| CL-621        | Carretera autonómica | Hospital de Órbigo - Santa María del Páramo - Valencia de Don Juan - N-601 |